# Roede van Deinze
De Roede van Deinze was een van de vijf roedes (= kantons) van de kasselrij Kortrijk tijdens het ancien régime. 

## Gebied
Onder de roede van Deinze ressorteerden:
- Astene
- Deinze, stad en buiten
- Grammene
- Petegem, buiten
- Machelen
- Olsene
- Zeveren
- Zulte